# Gustloff-Pistole
Die Gustloff-Pistole war eine deutsche Faustfeuerwaffe, die zu Beginn des Zweiten Weltkrieges entwickelt wurde, aber nie über das Prototypenstadium hinauskam.

## Technik
Die Pistole entstand zwischen 1938 und 1939 auf Initiative Fritz Sauckels. Technisch basierte die Waffe auf der Konstruktion der Sauer 38H. Wie bei dieser existierte ein Hebel, der einerseits zum Entspannen und Sichern und andererseits zum erneuten Spannen der Waffe diente. Die Fertigung sollte möglichst rationell sein. Dazu wurde die Anzahl der Bauteile auf 37 reduziert und das Gehäuse aus einer Zinklegierung in einem Druckgussprozess gefertigt. 1940 erfolgte die Prüfung durch das Heereswaffenamt, welches die Pistole jedoch ablehnte. Zu einer Produktion in Großserie kam es deshalb nicht; es entstanden nur etwa 100 Testexemplare.